# Битка при Акциум
Битката при Акциум е решаващият сблъсък от Последната война на Римската република. Това е една от най-големите морски битки в древността. Битката се провежда на входа на Амбракийския залив в Йонийско море, близо до римската колония Акциум в Гърция (близо до днешния град Превеза) на 2 септември 31 пр.н.е. Това е сражение между Октавиан и обединените сили на Марк Антоний и Клеопатра. Флотата на Октавиан е водена от адмирал Марк Випсаний Агрипа. Флотата на Марк Антоний е съпроводена от тази на неговата любовница, царицата на Египет – Клеопатра.
Октавиан побеждава обединения флот на Антоний и Клеопатра и става господар на Египет. Победата му позволява да консолидира властта си над Рим и неговите владения. За тази цел той приема титлата „принцепс“ (първи гражданин) и по случай победата е удостоен със званието „август“ от римския Сенат. Като Октавиан Август той запазва атрибутите на републикански лидер, но историците обикновено интерпретират консолидацията на властта и приемането на тези титли като признаци за края на Римската република и началото на Римската империя.

## Предистория

### Съюзници
Престижът на Октавиан Август и по-важното – лоялността на неговите легиони са първоначално подкрепени от завещанието на Юлий Цезар от 44 пр.н.е., с което тогава 17-годишният Октавиан е официално осиновен от великия римски военачалник и е обявен за негов наследник, като получава и 3/4 от огромните му богатства.
Марк Антоний от своя страна е основният и най-виден пълководец в армията на Юлий Цезар (magister equitum) и благодарение на военната си репутация може да претендира за значителна политическа подкрепа от страна на войниците на Цезар и ветераните.
Политическият съюз между Октавиан, Антоний и Лепид, известен като Втори триумвират, е сключен през 43 пр.н.е., скоро след убийството на Цезар. Разпределят си провинциите на огромната държава. Октавиан и Антоний съвместно разгромяват армията на убийците на Цезар, Брут и Касий в битката при Филипи. Лепид получава контрол над Африка, Октавиан – западните провинции, а Антоний – източните провинции, като Италия остава общо владение. Впоследствие този съюз е скрепен с брак: Антоний се жени за сестрата на Октавиан, Октавия.
Антоний се среща с Клеопатра в Тарс през 41 пр.н.е. Скоро умната и обаятелна царица подчинява на волята си Антоний и отиват да живеят в Александрия. Финансиран от Египет, Антоний събира армия и заминава на поход срещу Партия. Резултатите от похода са катастрофални, след редица поражения Антоний загубва почти цялата си армия по време на отстъплението си през Армения.
Докато Антоний се забавлява с Клеопатра и неуспешно воюва с партите, Октавиан укрепва властта си в Италия. Води тежка битка с пиратския флот на Секст Помпей, който е превзел Сицилия. За тази война са построени и 260 либурни, които после се сражават при Акциум. След бягството на Помпей, Октавиан отнема войската на другия триумвир Емилий Лепид и го елиминира като претендент за едноличната власт.

### Конфликт
След години на лоялно сътрудничество с Октавиан, Марк Антоний започва да действа самостоятелно и в крайна сметка се пораждат съмнения, че се бори да се превърне в единствен господар на Рим. Когато открито оставя съпругата си Октавия (сестрата на Октавиан) и се премества в Александрия, за да стане официален партньор на Клеопатра, много римски политици смятат, че той се опитва да се превърне в неофициален владетел на Египет и други източни царства, докато все още поддържа командването на много легиони на изток. Клеопатра и Юлий Цезар имат дете – Цезарион, и когато Антоний се премества да живее с нея, той де факто става негов втори баща.
Като лично предизвикателство към авторитета на Октавиан, Антоний ходатайства Цезарион да бъде приет като истинския наследник на Юлий Цезар, въпреки че той изобщо не е споменат в наследството. В действителност Антоний и Клеопатра официално издигат на власт през 34 пр.н.е. Цезарион, който по това време е 13-годишен, давайки му неясната, но гръмка титла „цар на царете“. Допълнителна ненавист към Антоний предизвикат и направените т. нар. „Александрийски дарения“ (34 пр.н.е.).
Марк Антоний вече се възприема (от Октавиан и по-голямата част на Римския Сенат) като лидер на сепаратисткото движение не само в Египет, но и като човекът, заплашващ да наруши единството на Римската република.
Октавиан започва пропагандна война, целяща да обяви Антоний за враг на Рим, като твърди, че той се опитва да установи монархия над цялата Римска република в името на Цезарион, с пълно заобикаляне на Римския Сенат. Той също така заявява, че Антоний, иска да премести столицата на империята в Александрия.
Тъй като Вторият триумвират официално изтича на последния ден от 33 пр.н.е., Антоний изпраща писмо до Сената, че не желае да бъде назначен отново. Той се надява, че така ще бъде възприет като герой, който стои срещу амбициите на Октавиан, за когото предполага, че не би се съгласил да се откаже от позицията си по подобен начин.
Марк Антоний посочва, че Октавиан е надвишил правомощията си при вземането на властта от Емилий Лепид (третия триумвир), при поемането на властта над страните, владени от Секст Помпей (примерно: не му дава част от Сицилия), в привличане войници за себе си без да изпрати половината на него и др.
Октавиан от своя страна атакува Антоний, че няма право да е в Египет; че екзекуцията на Секст Помпей е незаконна; че предателството му спрямо царя на Армения посрамва римското име; че не е изпратил половината плячка в Рим според споразумението; че връзката му с Клеопатра и потвърждението на Цезарион като законен син на Юлий Цезар са позор за длъжността му и заплаха за него. Оправдава се, че би споделил половината военна плячка с Антоний, ако и той направи същото. През 32 пр.н.е. Октавиан успява окончателно да компрометира Антоний. Осигурява си по незаконен начин завещанието на Антоний и го прави достъпно за обществеността. В него Антоний обявява за наследници децата си от Клеопатра и признава Цезарион за дете на Цезар. Освен това след смъртта му иска тялото му да бъде погребано в Египет. Официално това е краят на триумвирата.
Сенатът застава на страната на Октавиан и го подкрепя във военните му приготовления. За да може поне формално да се избегне гражданската война, Октавиан обявява война на Клеопатра, а не на Антоний. Населението на двете части на империята е принудено да положи клетва към съответния владетел.
Съставената три столетия след събитията „Римска история“ на Дион Касий дава ценни подробности за причините за конфликта:
| „ | Причини за войната и недоверието се намериха. Антоний обвиняваше цезаря, че е отстранил Лепид от управлението на държавата и че си е присвоил земите и войската на Секст и Лепид, въпреки уговорката тя да остане обща за двамата. Затова той предявяваше претенции към половината от земята и войниците, тъй като те били рекрутирани в онази част на Италия, която била считана за обща собственост. Цезарят обвиняваше Антоний, че е обсебил Египет и други някои страни, без да е хвърлян жребий, че е убил Секст (когото самият той уж бил пощадил милостиво) и че като е измамил, пленил и оковал арменския цар, е създал лоша слава на римския народ. Цезарят също си искаше половината от плячката. Освен това, той винеше Антоний заради Клеопатра и децата ѝ, които бил припознал за свои... Ето в какви неща те взаимно се обвиняваха и по този начин търсеха да оправдаят някакси своето поведение... | “ |

## Силите и разположението им

### Мястото на битката
Заливът Амбракия е 40 km дълъг и 15 km широк. Страбон казва, че входът към залива е около 4 стадия (800 m), но периферията му е повече от 60 km. Дълбочината на водата е достатъчна, за да плават и големите кораби. Входът в залива обаче е тесен и плитък. За своя по-добра защита Антоний строи кули, снабдени с тежки метателни машини.

### Корабите
Плутарх пише, че флотата на Антоний наброява най-малко 500 кораба, от които, според Орозий, 170 големи бойни кораба. Другите са по-малки или транспортни кораби. Флор пише:
| „ | Ние имахме повече от 400 кораба, а врага – по-малко от 200, но големи. Те имаха от 7 до 9 реда гребци и увеличени кули и палуби. Приличаха на плаващи крепости или градове. | “ |

Орозий казва почти същото за големината им – Антоний разполага със 170 кораба, но те компенсират малкия си брой с изключителния си размер. Височината на палубите им е 10 стъпки над нивото на водата. Корабите на Антоний са огромни, със силни тарани, дървени бронирани пояси за защита от таранни удари. Височината на борда им в средата на кораба стига до 3 m и се увеличава към носа и кърмата, така че е трудно да бъдат взети на абордаж. На палубите им има тежки метателни машини и кули за мятане на снаряди. Недостатък на тези кораби е, че са трудноманеврени.
Относно флотата на Октавиан, Плутарх посочва, че корабите, с които разполага, са 250. Според Орозий са 260, от които 230 с „човка“. Повечето от тях са биреми и триреми (леки маневрени кораби с един (рядко-два) реда весла). Този нов тип кораби римляните заимстват от илирийските пирати и биват наречени „либурни“ – по името на илирийското племе. Либурните, като правило имат само един ред весла. Дълги са не повече от 30 m и около 4 – 5 на ширина. Те са приспособени за морски набези, а заедно с това използвани и от морската охрана за преследване на пиратите. В сравнение с тежките кораби на Антоний, които имат лошо обучени екипажи, новите кораби представляват опасно оръжие при наличието на добре подготвени войници. Освен това такива кораби лесно се строят и при повреда могат да бъдат заменени с нови от резерва.
Според Орозий флотата на Октавиан има 8 легиона (около 40 000 души) и 5 преториански кохорти (около 2500 души). Плутарх посочва, че на корабите на Антоний има 20 000 легионери и 2000 стрелци.

### Съюзници
Според Плутарх Антоний разполага със 100 000 души пехота и 12 000 конници. На негова страна застават царете Бокх Мавретански, Тархондем – владетелят на Горна Киликия, Архелай Кападокийски, Филаделф Пафлагонски, Митридат Комагенски и царят на Тракия Садала III. Освен че те присъстват лично, войска изпращат и Полемон, царят на Понт, Малх, цар на Арабия и Ирод – царят на Юдея, също и Аминта, царят на Ликаония и Галатия, както и царят на Мидия.
Според Плутарх, Октавиан разполага с 80 000 пехотинци, а конниците са колкото на Антоний – 12 000.

### Военачалници
Флотата на Октавиан е водена от опитния адмирал Марк Випсаний Агрипа, командващ левия фланг, Луций Арунций, командващ центъра и Марк Лурий командващ десния фланг. Тит Статилий Тавър командва армиите на Октавиан, които наблюдават битката от брега, северната част на пролива.
Марк Антоний и Гелий Публикола командват дясното крило на флотата на Антоний, докато Марк Октавий и Марк Инстей ръководят центъра, с ескадрата на Клеопатра, позиционирана зад тях. Гай Созий предприема първоначалната атака от левия фланг на флотата, докато командирът Публий Канидий Крас ръководи сухоземните сили. Според Плутарх левият фланг на Антоний се командва от Целий.
Флотата на Антоний застава в средата на залива, докато тази на Октавиан е разположена пред входа в залива, което представлява опасност, защото я излага на ветровете.

## Битката
Антоний взема решение, според Дион Касий и Плутарх, под влияние на Клеопатра и в разрез с мнението на своите приближени, да води морска битка. Заповядва да потопят една част от корабите, за да прехвърлят техните екипажи и гребци на другите кораби, тъй като през последните месеци са измрели много гребци. Плутарх споменава, че потопените кораби са предимно египетски.
Четири дни силният вятър и вълнението не позволяват битката да започне. В утрото на петия ден (2 септември) вятърът стихва. Флотата на Антоний, на която са натоварени 20 000 тежковъоръжени войници и 2000 стрелци, излиза от Амбракийския залив и се построява в две линии: в първата, която е разгърната в изпъкнала към противника дъга се намират около 170 големи кораба, а във втората – 60-те кораба на Клеопатра. Флотата на Цезар Октавиан с 35 000 легионери на борда, на свой ред се построява срещу Антониевата. Между центровете на бойните редове на противниците, Плутарх отбелязва, че има разстояние от 1,6 km (8х 200 m). На бреговете също остават войски: близо 100 000 войници и съюзници на Антоний под командата на Публий Канидий Крас и около 80 000 войници на Октавиан под командата на Тит Статилий Тавър.
Почти до обяд сражението не започва. Корабите на Антоний остават неподвижни пред входа на залива, а тези на Октавиан не смеят да нападнат там поради теснината на мястото, гъстия им строй и добре защитените от брега флангове. Към обяд излиза вятър, който духа откъм сушата и левият фланг на Антоний, командван от Гай Созий, тръгва срещу десния фланг на Октавиан. Командващият този фланг, Марк Лурий, се оттегля назад, за да принуди Созий да се откъсне от останалата флота. Скоро двете флоти се сблъскват. Макар че корабите на Антоний вече са нарушили бойния си ред, не е никак лесно да бъдат превзети поради мощните бордове и обшивки. Плутарх отбелязва, че се налага по 3 – 4 кораба на Октавиан да атакуват един Антониев кораб, за да успеят да го превземат или потопят.
Когато битката вече е в разгара си, египетската флота, която дотогава е неподвижна, внезапно потегля на югозапад с опънати платна и се врязва сред сражаващите се, внасяйки голямо объркване. Като преминава през биещите се кораби, тя продължава на юг към Левкада. Историците не са единодушни по въпроса какво е накарало Клеопатра да постъпи така. Според Плутарх тя тръгва да бяга и според него е имала готовност за това още в началото на битката, поради факта, че корабите ѝ са били напълно оборудвани с платна, за разлика от освободените от излишни тежести бойни кораби. Жюриен де ла Гравиер лансира „теорията на пробива“, според която още в самото начало Антоний и Клеопатра се отказват от армията и се опитват да пробият с флота си до Египет, където са оставили 11 легиони, но да се промъкне успява само част от флотата. По-голямата му част е приклещена и се предава. Според хипотезата на Уилям Тарн след маневрата на Арунций, който се вклинява между централния и десен фланг на Антоний, флотът на Антоний се оказва пред опасността да бъде обкръжен. Виждайки това, корабите от левия и централен фланг бързо се изтеглят назад към залива. Десният фланг обаче не успява да направи същото, поради стоящия зад него флот на Клеопатра. Тогава моряците от този фланг се предават. Разбирайки, че битката е загубена, Клеопатра се промъква и побягва със своите кораби, а Антоний тръгва след нея.
Антоний напуска сражението, настига флагмана „Антониада“ и се качва на борда му. Няколко Октавианови кораба се опитват да атакуват кораба, но са отблъснати и цялата египетска флота, следвана и от други кораби на Антоний се отдалечава от полесражението. Въпреки това битката при Акциум продължава до края на деня, тъй като останалите кораби на Антоний не разбират веднага, че Антоний е избягал. Едва вечерта, когато вече са загубили доста кораби и научавайки, че Антоний го няма, неговите кораби започват да се предават на Октавиан, но част от тях успяват да напуснат битката, вмъквайки се обратно в залива зад силните укрепления на входа му. Опасявайки се от нежелани обрати, Октавиан задържа своята флота и армия в бойна готовност през цялата нощ след битката и сам прекарва тази нощ на командния си кораб.
На следващия ден Октавиан предлага на Антониевия военачалник, ръководещ сухопътните сили, Канидий Крас, да капитулира, но той му отказва. Войниците на Антоний запазват верността си към своя водач през следващите 7 дни, очаквайки неговото завръщане. Едва когато Канидий Крас, отчаян от липсата на известия от Антоний, избягва от лагера, легионите се предават и минават на страната на Октавиан (19 легиона, около 100 хил. души и 12 хил. конници).
Междувременно египетската флота продължава на юг. През следващите дни Антоний не само не продумва на Клеопатра, но дори отказва да я види. Едва на 5 септември, когато пристигат на нос Тенарион (най-южната точка на Пелопонес), започва да общува с нея. Същия ден той изпраща оттам куриери към Акциум със заповед до Канидий Крас да оттегли легионите в Азия през Македония.
Новината за загубата на Антоний при Акциум скоро обхожда империята. Чуждите владетели, чиято лоялност дотогава е била насочена към Антоний, му обръщат гръб и преминават на страната на младия Цезар. Скоро Антоний научава, че царят на Юдея, Ирод, с няколко легиона и кохорти е преминал на страната на Октавиан и примерът му е последван и от останалите владетели.

## Жертви
Според Плутарх загубите от страна на Антоний са не повече от 5000 убити и 300 пленени кораба. Трябва да се има предвид, че вероятно голяма част от тези кораби са стоели на брега и са взети без бой или са помощни – транспортни кораби. Друго възможно обяснение за разминаването в броя на участвалите и пленените кораби е да е преувеличена бройката на пленените, за да се подчертае мащабът на победата на Октавиан.
Орозий обаче посочва, че Антоний губи 12 хиляди войници, които умират по време на битката, и има 6 хиляди ранени, от които 1000 умират по-късно от раните си и така общият брой за убитите войници от армията на Антоний стига 13 хиляди души.
Няма данни за загубите от страна на Октавиан.

## След битката
Битката при Акциум решава по принцип изхода от гражданската война, но войната като такава още не е приключила. Преди да премине към крайната си цел – вземането на Египет, Октавиан провежда редица мерки, целящи да закрепят положението му на Изток. В началото отива в Атина, където приема посвещение в Елевзинските мистерии. След това отплава за Самос, а оттам и в малоазийските градове. Там, в търсене на популярност, провежда традиционна политика по отменяне на данъци и опрощаване на дългове, а освен това и дава права на римски граждани на местни жители, служили при него. В края на 31 г. Октавиан е принуден да се върне в Италия, за да потуши метеж на ветераните, искащи пари.
Клеопатра се връща в Египет, преструвайки се на победителка пред поданиците си.
След месеци на депресия Антоний се връща в Александрия при Клеопатра, чакайки неизбежния край. Двамата основават своеобразен „Съюз на смъртниците“, където записват свои приятели, решили да умрат с тях. Заедно с тях изпращат послание до Октавиан. Клеопатра моли да предаде властта на децата си, а Антоний да му бъде разрешено да изживее остатъка от дните си в Египет или Атина. Октавиан категорично отхвърля молбата на Антоний, а на Клеопатра отговаря, че ще ѝ бъде оказано пълно снизхождение, ако предаде или убие Антоний.
Въпреки победата в Александрия на 31 юли 30 пр.н.е. повечето от войниците на Марк Антоний дезертират и той няма достатъчно сили за да се бори с Октавиан. Антоний решава да даде едновременно сражение по суша и море. Именно при това сражение обаче неговия флот минава на страната на Октавиан. Така постъпва и конницата, а пехотата търпи поражение.
Антоний изпада в отчаяние. В страха си пред гнева му Клеопатра се скрива в гробницата и праща да му съобщят, че е умряла. Антоний повярва на това и се пробожда с меча си и, тъй като не умира веднага, настоява да бъде отнесен до гробницата, в която Клеопатра е затворена, и там умира в ръцете ѝ. Скоро след това царицата е доведена в двореца и напразно се опитва да измоли милост от Октавиан. Октавиан има планове да я включи в триумфа си като плячка и да я покаже окована на римския народ. Клеопатра приспива бдителността на поставената ѝ охрана и на 12 август 30 пр.н.е. се самоубива. Според хрониките, тя слага край на живота си с ухапване от змия, нарочно поставена с кошница с плодове.
Октавиан убива Цезарион, за да е сигурен, че ще е единственият наследник на Юлий Цезар. Убива и големия син на Антоний – Антил на 1 август 30 пр.н.е. Останалите деца на Клеопатра от Антоний са възпитавани от Октавия, заедно с нейните собствени деца от Антоний. След връщането си в Италия Октавиан отпразнува пищен триумф, който продължава 3 дни; първия ден за победата в Илирия, втория – за тази в Акциум, а третия – за превземането на Александрия.
На мястото, където се е намирал лагерът на Октавиан, е построен град с името Никопол („Град на победата“). В памет на победата Октавиан разширява храма на Аполон, намиращ се на нос Акциум, и учредява игри, които трябва да се провеждат на всеки 5 години.

## Последици
Войната между Октавиан и Антоний е последната гражданска война в Римската република, поради което битката при Акциум има важни политическите последици. Египет става римска провинция и то първата провинция, която не се управлява от сенаторите, а от самия император чрез свои пълномощници – префекти. Пръв неин префект е Гней Корнелий Гал. Богатата на зърно провинция се превръща в житница на Римската империя. Октавиан използва богатствата на Клеопатра, за да изплати закъснелите заплати на ветераните. Окончателното предаване на Египет след смъртта на Клеопатра бележи края на елинистичната епоха и царството на Птолемеите.
Победата дава на Октавиан едноличен и неоспорим контрол над римското Средиземноморие. Древните историци отбелязват значението на победата и считат този ден за началото на нова ера в римската история – ерата на империята.

### Първични източници
За битката при Акциум има много исторически материал, но не от очевидци. От античните автори, чиито съчинения са запазени до наши дни, битката при Акциум е най-пълно описана от двама гърци: Плутарх (I-II век) и Дион Касий (III век). Те и двамата са ползвали трудове на съвременници и участници в събитията, които до нас не са достигнали. Важни сведения за тази битка се съдържат и в одите на Хораций и в „Римска история“ на Велей Патеркул, който е най-близко живелия до времето на битката (роден около 12 г. след нея). Други автори, в чиито съчинения има коментари или факти, свързани с битката са Светоний, Страбон, Плиний Стари, Павзаний, Евтропий, апостол Павел („Послание към Тит“), Вергилий (Енеида, кн.8 675 – 730), Ориген, Орозий и Прокопий.
- Плутарх: Успоредни животописи, „Антоний“ 54 – 68 (български превод[неработеща препратка]), (руски превод)
- Касий Дион: Римска история, книги 49 – 51 (англ. превод)
- Велей Патеркул: Римска история, книга 2 (руски превод)
- Светоний: Животът на 12-те цезари: Август, (лат. текст с руск. превод или англ. превод)
- Луций Аней Флор: Епитоми, книга 2, XXI „Война с Антоний и Клеопатра“ (руски превод)
- Орозий: История против езичниците, книга 6 (англ превод Архив на оригинала от 2010-11-13 в Wayback Machine.)
- Делата на Божествения Август (лат. и гр. текстове с англ. превод, бълг. превод)
- Евтропий: Breviarium ab urbe condita, кн.7 (лат. текст с немски превод или с англ. превод)
- Хораций: Epodes, I (руски превод) и IX (руски превод)